# IFK Borås
IFK Borås (Idrottsföreningen Kamraterna) grundades 1907, men handbollen togs inte upp på programmet förrän 1947. Aktiva i starten var Gunnar Roos och de välkända spelarna Stig Neptun och Stig Hjortsberg. 

## Klubbens första år
Man satte upp ett A-lag och började 1947/48 i division 4 Boråsserien, med serieseger direkt. 1948/49 vann klubben division 3. Året efter vann man även division 2 och kvalbesegrade IFK Lidingö och var klara för allsvenskan efter tre år. Första säsongen i allsvenskan 1950/51 kom man femma och nästa säsong i allsvenskan 1951/1952 kom man 4:a. A-laget bestod då av Arne Johansson, Stig Hjortsberg, Carl Samuelsson, Gösta Pareus, Kurt Karlsson, Roy Karlsson, Sven Sjöblom, Nils Lindström, Gunnar Roos, Bengt Dahlkvist och Ralf Öhlander. Detta var klubbens bästa placeringar för sen kom man 8:a, 9:a, 7:a och slutligen 10:a 1957/1958. Då åkte man ur allsvenskan och har inte återkommit dit.